# نجاح عشري
نجاح يوسف عشري هي النائب والمشارك الأعلى لرئيس جامعة الملك عبد الله للعلوم والتقنية، بجدة، غرب المملكة العربية السعودية. وعُيّنت أيضاً نائباً لرئيس للشؤون السعودية بالجامعة ذاتها.

## مسيرتها المهنية
بدأت الدكتورة عشري حياتها المهنية الأكاديمية محاضِرًا في كلية إدارة الاعمال في جامعة الملك عبدالعزيز في المملكة العربية السعودية. وفي عام 2003، بعد حصولها على الدكتوراه، عينتها الجامعة أستاذًا مساعدًا في نظم المعلومات الإدارية. كما تولت التدريس على المستوى الدولي، حيث عملت أستاذًا زائرًا في عدد من المؤسسات الأكاديمية. كما شغلت عشري منصب عميدة قسم الطالبات في جامعة الملك عبدالعزيز في جدة، المملكة العربية السعودية. حيث تولت الإشراف والتوجيه الاستراتيجي على جامعتين، وتسع كليات ومعاهد، وسبع عمادات، وعدداً من المراكز والمؤسسات والادارات.
تعد نجاح من الأعضاء المؤسسين للجامعة حيث بدأت عملها في نوفمبر 2008م بصفتها أول وكيل جامعة مساعد لشؤون الدارسين، ويتضمن مجالها الإداري إجراءات القبول، وإدارة الالتحاق، والتسجيل، والخدمات الحياتية للطلاب، وتطوير الطلاب ودعمهم، وبرامج المنح الدراسية بما في ذلك برنامج كاوست للطلبة الموهوبين وبرامج المسؤولية الاجتماعية للجامعة. شغلت الدكتورة عشري أيضا منصب وكيلة عمادة القبول والتسجيل، ونائب مدير مركز تقنية المعلومات، ورئيس قسم المحاسبة. وقبل تعيين نجاح عشري في منصبها الحالي، شغلت منصب المدير التنفيذي للمبادرات السعودية في جامعة الملك عبد الله للعلوم والتقنية، كما شغلت منصب الوكيل المساعد لشؤون الطلاب في جامعة الملك عبد الله للعلوم والتقنية، وتتبع وكيل الجامعة ونائب الرئيس التنفيذي.
كما شغلت العديد من الأدوار الرئيسية في جامعة الملك عبد العزيز، بما في ذلك رئاسة قسم المحاسبة، وعمادة القبول والتسجيل، ومركز تقنية المعلومات في شطر الطالبات، كما شغلت أعلى منصب نسائي بالجامعة وهو عميدة شطر الطالبات.

## الحياة التعليمية
حصلت الدكتورة عشري على شهادة الدكتوراه في نظم المعلومات الإدارية ودبلوم دراسات عليا في مناهج البحث من جامعة برادفورد في المملكة المتحدة. وحصلت على البكالوريوس في علوم الحاسوب بمرتبة الشرف، ودرجة الماجستير في إدارة الأعمال من جامعة سياتل في الولايات المتحدة. إضافةً إلى دبلوم عالٍ في طرق البحث الكمية والنوعية.

## الجوائز والتكريمات
نالت عشري على جوائز أكاديمية ومهنية، منها:
- جائزة الأمير بندر بن سلطان للإنجاز الأكاديمي
- جائزة الأمير بندر بن سلطان للتفوق الأكاديمي
- جائزة البعثة الثقافية للمملكة العربية السعودية للتفوق الأكاديمي

## عضويات اللجان والمجالس
نجاح عشري عضو في معهد مهندسي الكهرباء والإلكترونيات، ومجموعة المتخصصين في هندسة المتطلبات بجمعية الحاسبات البريطانية، ومعهد علوم القرار. ومن الجمعيات التي تشارك الدكتورة عشري في عضويتها داخل المملكة، جمعية الإدارة السعودية، وجمعية الحاسبات السعودية، وجمعية الأطفال المعاقين.

## وصلات خارجية
- مداخلة نجاح عشري في منتدى أسبار الدولي.
- الكلمة الافتتاحية لليوم الثاني في مؤتمر الطلبة السعوديين الثامن في المملكة المتحدة للدكتورة نجاح عشري من جامعة الملك عبد الله للعلوم والتقنية.